# Had Dra
Had Dra (franska: Had Dra (CR), Had Dra (Commune Rurale), arabiska: اقرمود) är en kommun i Marocko.   Den ligger i provinsen Essaouira och regionen Marrakech-Safi, i den nordvästra delen av landet, 400 km sydväst om huvudstaden Rabat. Antalet invånare är 8 984.